# 高柳昌子
高柳昌子（1954年9月13日—），大分县出身，是一名日本前排球运动员。她在1976年夏季奥林匹克运动会中，参加了女子排球比赛并获得金牌。丈夫是排球教练吉田敏明。